# La Andalucía
Pour les articles homonymes, voir Andalucia (homonymie).
La Andalucía est un journal espagnol publié à Séville entre 1857 et 1899.

## Histoire
Fondé par une société dont Ángel Luna, fondateur de La Palma de Cádiz, est un des représentants, son premier numéro sort le 31 décembre 1857,. Ses directeurs sont successivement Francisco María Tubino, Manuel Gómez Zarzuela, Cayetano Segovia, Leoncio Lasso, Juan Manuel Tubino et José María Tubino Montesinos (es).
Francisco María Tubino achète le journal en 1887 et en le confie à son frère Juan. À sa mort, il devient la propriété de la fille de Francisco, qui la conserve jusqu'en 1896.
Décrit par José Manuel Cuenca Toribio (es) comme « le journal le meilleur et le plus influent de tout le sud », La Andalucía, qui porte le sous-titre « Diario de Política, Comercio, Agricultura, Minas, Artes, Literatura y Ferro-carriles », est imprimé dans sa propre imprimerie, successivement dans les immeubles des rues Sierpes 9, Catalanes 4, Monsalves 29 et San Eloy 53. Il sort tous les jours de la semaine sauf le lundi, en grands exemplaires de quatre pages. Son contenu comprend une section éditoriale, des articles politiques, des nouvelles, des télégrammes, des bulletins d'information, de la littérature, des publicités et une section religieuse, entre autres. D'idéologie libérale et d'empreinte régionaliste andalouse, à l'arrivée de Sexenio Democrático il s'aligne sur le républicanisme, dont il s'éloigne au fur et à mesure de la Restauration. Il a cessé de paraître en 1899.